# Arion (Iowa)
Arion è una città degli Stati Uniti, situata nella Contea di Crawford, nello Stato dell'Iowa.

## Geografia fisica
Arion è situata a 41°56′57″N 95°27′47″W (41.949194 -95.462955). La città ha una superficie di 1,2 km², interamente coperti da terra. Arion è situata a 351 m s.l.m.

## Società

### Evoluzione demografica
Al censimento del 2000, Arion contava 136 abitanti e 56 famiglie. La densità di popolazione era di 113,33 abitanti per chilometro quadrato. Le unità abitative erano 61, con una media di 50,83 per chilometro quadrato. La composizione razziale contava il 92,65% di bianchi, lo 0,74% di afroamericani e il 3,68% di altre razze. Gli ispanici e i latini erano l'8,09% della popolazione residente.